# Manvantara

Manvantara dans la Mesure védique du temps en échelle logarithmique

Manvantara (sanskrit: मन्वन्तर) ou âge de Manu est, dans la mythologie hindoue, une ère cosmologique entre deux déluges qui compte 12000 année divines ou 71 mahāyuga soit environ 307 millions d'années. Dans la cosmogonie hindoue, le manvantara correspond à une période de Manu, c'est-à-dire à celle présidée par lui-même et ses fils, Indra, un groupe de dieux et un groupe de sept Rishi.